# Wilhelm Knothe (Politiker)

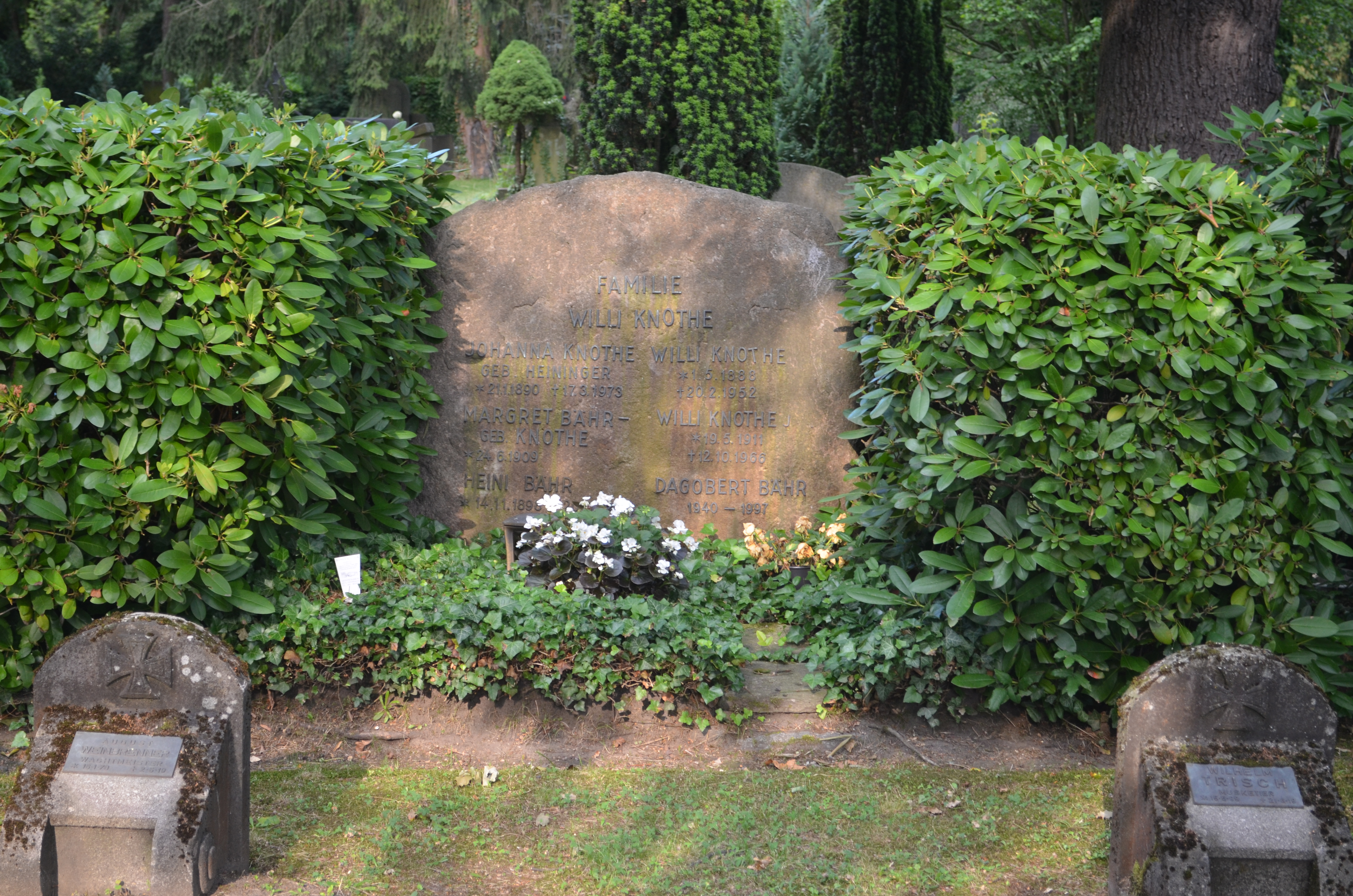
Grab von Knothe auf dem Alten Friedhof Offenbach

Wilhelm Knothe (* 1. Mai 1888 in Kassel; † 20. Februar 1952 in Bonn) war ein deutscher Politiker (SPD) und kurzzeitig Lizenzträger der Frankfurter Rundschau.

## Leben
Wilhelm Knothe machte nach dem Besuch der Volksschule und der Mittelschule eine Lehre als Portefeuiller und absolvierte dann eine kaufmännische Ausbildung an der Handelsschule in Offenbach. Er arbeitete als Lederwarenkaufmann und nahm ab 1915 bis 1918 als Soldat am Ersten Weltkrieg teil.
Wilhelm Knothe war seit 1906 Mitglied der SPD. Nach Kriegsende gehörte er einem Arbeiter- und Soldatenrat an. 1920 wurde Knothe Parteisekretär der SPD in Wetzlar und war von 1921 bis 1924 Stadtverordneter und 1924 bis 1933 Kreistagsmitglied und Mitglied des Kreisausschusses.
Nach der Machtergreifung der Nationalsozialisten wurde er am 12. März 1933 kurzzeitig in „Schutzhaft“ genommen. Nach 1933 war Knothe Mitglied des illegalen Vorstandes der SPD in Südwestdeutschland und wurde im Juni 1934 wegen Vorbereitung zum Hochverrat von den Nationalsozialisten zu zwei Jahren Zuchthaus und zehn Monaten Gefängnis verurteilt. Ab 1940 war Knothe wieder illegal tätig und wurde 1944 erneut verhaftet. Es gelang ihm jedoch die Flucht aus dem Frankfurter Polizeigefängnis.
Nach der Besetzung Frankfurts durch die Amerikaner 1945 beteiligte sich Knothe am Wiederaufbau der Frankfurter SPD. Als deren Vertreter berief die US-amerikanische Besatzungsmacht Knothe als Lizenzträger der Frankfurter Rundschau. Bereits am 1. März 1946 gab Knothe seine Lizenz wieder zurück, da er sich voll der Politik widmen wollte.
Im ernannten Beratendem Landesausschuss und in der Verfassungberatenden Landesversammlung (Groß-Hessen) war er Fraktionsvorsitzender der SPD. 1946 bis 1949 gehörte er dem Hessischen Landtag an.
Vom 9. bis 11. Mai 1946 fand in Hannover in einem Saal der Hanomag der erste SPD-Parteitag nach dem Kriegsende statt. Die Delegierten wählten Kurt Schumacher zum 1. Vorsitzenden und Erich Ollenhauer sowie Wilhelm Knothe zu stellvertretenden Vorsitzenden. Am 23. Oktober 1948 wurde Knothe zum Vorsitzenden der hessischen SPD gewählt.
Bei der ersten Bundestagswahl 1949 wurde Knothe im Wahlkreis Friedberg direkt ins Parlament gewählt, dem er bis zu seinem Tode 1952 angehörte.